# Disipativni sistem
Disipativni sistem je termodinamički otvoreni sistem koji operiše izvan i često je daleko od termodinamičke ravnoteže sa okolinom sa kojom razmenjuje energiju i materiju. Disipativna struktura je disipativni sistem koji ima dinamički režim koji je u izvesnom reproduktivnom stabilnom stanju. Ovo reproduktivno stabilno stanje se može ostvariti prirodnom evolucijom sistema, veštački, ili njihovom kombinacijom.

## Pregled
Disipativna struktura je karakterisana spontanom pojavom narušavanja simetrije (anizotropijom) i formiranjem kompleksnih, ponekad haotičnih, struktura gde interagujuće čestice ispoljavaju dalekometne korelacije. Primeri iz svakodnevnog života su konvekcija, turbulentni protok, cikloni, hurikani i živi organizmi. Manje zastupljeni primeri su laseri, Benardove ćelije, i reakcija Belousova—Žabotinskog.
Jedan načim matematičkog modelovanja disipativnog sistema je opisan u članku o neodređenim setovima: to obuhvata delovanje grupa na merljivom setu.
Disipativni sistemi se isto tako mogu koristiti kao oruđe za izučavanje ekonomičnih sistema i kompleksnih sistema. Na primer, disipativni sistem u kome dolazi do samosastavljanja nanožica je korišten kao model za razumevanje relacija između generisanja entropije i robustnosti bioloških sistema.

## Literatura
- B. Brogliato, R. Lozano, B. Maschke, O. Egeland, Dissipative Systems Analysis and Control. Theory and Applications. Springer Verlag, London, 2nd Ed., 2007.
- Davies, Paul The Cosmic Blueprint Simon & Schuster, New York 1989 (abridged— 1500 words) (abstract— 170 words) — self-organized structures.
- Philipson, Schuster, Modeling by Nonlinear Differential Equations: Dissipative and Conservative Processes, World Scientific Publishing Company 2009.
- Prigogine, Ilya, Time, structure and fluctuations. Nobel Lecture, 8 December 1977.
- J.C. Willems. Dissipative dynamical systems, part I: General theory; part II: Linear systems with quadratic supply rates. Archive for Rationale mechanics Analysis, vol.45, pp. 321–393, 1972.